# Тёрнер, Лора
Лора Тёрнер (англ. Laura Turner, род. 20 июня 1977[…], Лондон) — британская порноактриса, лауреат премии AVN Awards.

## Биография
Родилась 20 июня 1977 года в Англии. Дебютировала в порноиндустрии в 1995 году, в возрасте около 18 лет. Снималась для таких студий, как Amazing, DBM Video, Evil Angel, Private, Sunshine Films и других.
В 1997 году получила AVN Awards в номинации «лучшая сцена анального секса (видео)» вместе с Рокко Сиффреди за роль в Buttman’s Bend Over Babes 4.
Ушла из индустрии в 2003 году, снявшись в 31 фильме.

## Награды
| Год  | Премия     | Номинация                                                      | Фильм                       | Результат |
| ---- | ---------- | -------------------------------------------------------------- | --------------------------- | --------- |
| 1997 | AVN Awards | Лучшая сцена анального секса — видео (вместе с Рокко Сиффреди) | Buttman’s Bend Over Babes 4 | Победа    |